# HeHalutz

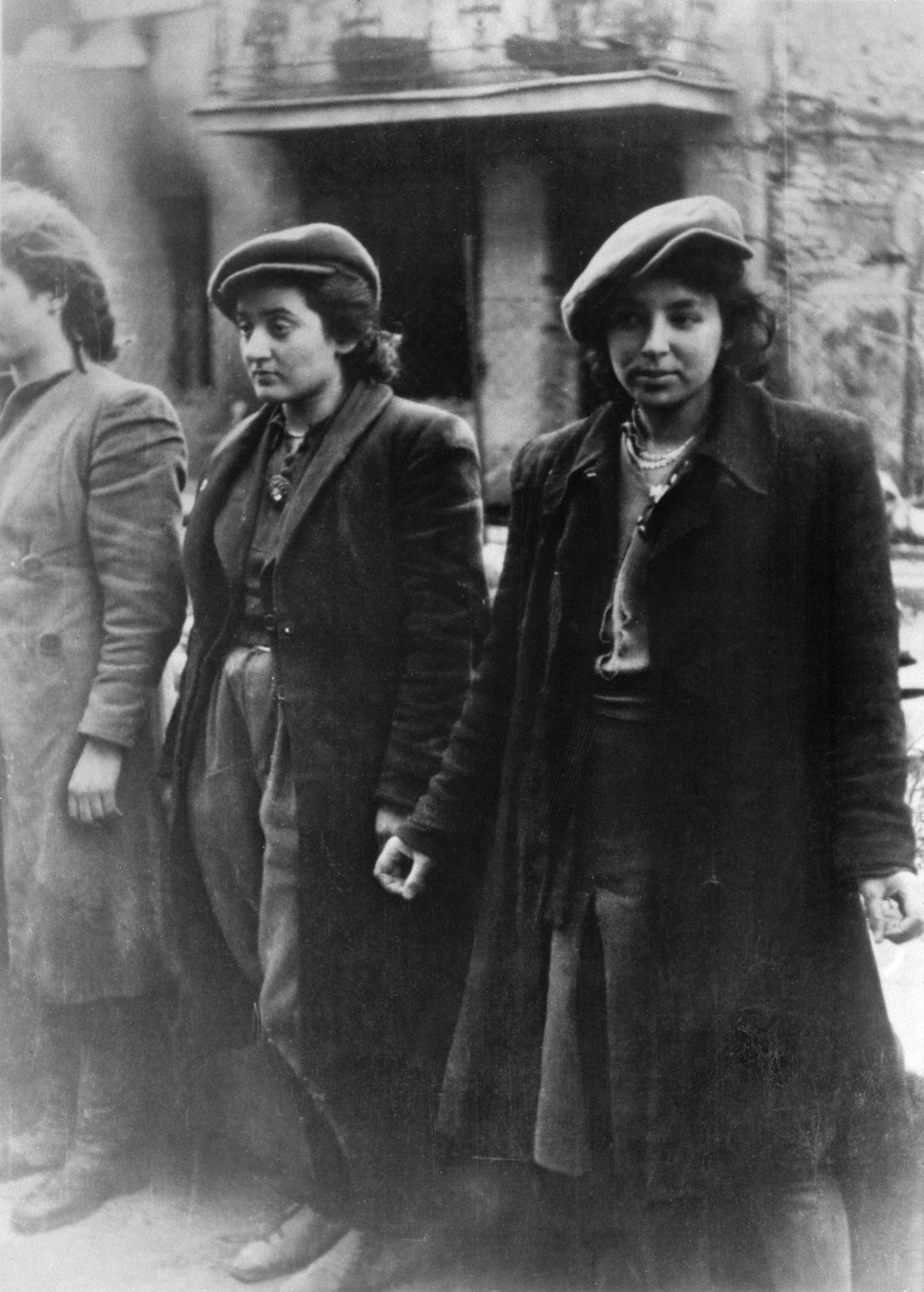
Lluitadores de HeHalutz capturades durant la revolta del Gueto de Varsòvia.

HeHalutz (en hebreu: החלוץ) va ser un moviment juvenil sionista que entrenava als joves emigrants per establir assentaments agrícoles en el Mandat Britànic de Palestina. HeHalutz va esdevenir una organització paraigua dels moviments juvenils sionistes.

## Història

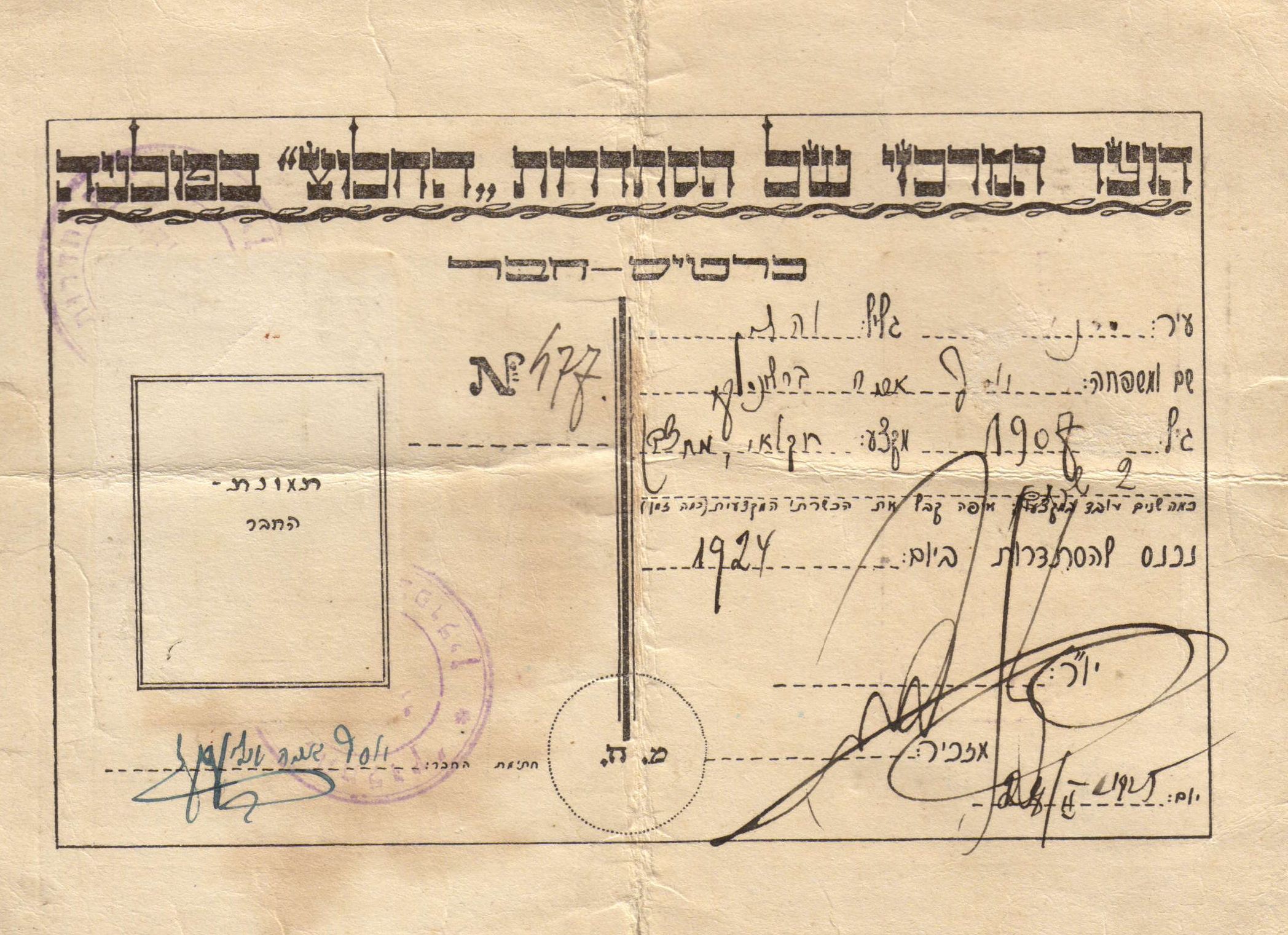
Targeta de pertinença a HeHalutz, Polònia, 1924.

La secció de HeHalutz a Amèrica va ser fundada per Eliezer Joffe en 1905, i aproximadament al mateix temps la branca europea de HeHalutz es va fundar a Rússia.
Durant la Primera Guerra Mundial, es van obrir més seccions de HeHalutz a Europa (inclosa Rússia), Amèrica i el Canadà. Els líders de l'organització van incloure a Yitshaq ben Tseví (més tard el segon President d'Israel), i David Ben-Gurion (més tard el Primer ministre d'Israel) i Joseph Trumpeldor.
Ben-Gurion vivia a Jerusalem al començament de la Primera Guerra Mundial, on ell i Ben Zvi van reclutar a 40 jueus en una milícia jueva per ajudar a l'Exèrcit otomà. Ben-Gurion va ser deportat a Egipte al març de 1915. Des d'allí es va dirigir als Estats Units, on va romandre durant tres anys. A la seva arribada, ell i Ben Zvi van realitzar una gira per 35 ciutats en un intent de crear un exèrcit de fins a 10.000 homes per lluitar a favor de Turquia.
Després de la Declaració Balfour de novembre de 1917 la situació va canviar dramàticament i Ben-Gurion, amb l'interès del sionisme al cap, va canviar de bàndol i es va unir a l'acabada de formar Legió jueva de l'Exèrcit Britànic, partint per lluitar contra els turcs al Mandat Britànic de Palestina.
Entre els anys 1930 i 1935 HeHalutz va funcionar a 25 països d'Europa, el Àfrica del Nord, l'Orient Mitjà i l'Amèrica del Sud. Entre els anys 1932 i 1934 Golda Meir, qui després va ser la primera ministra d'Israel, va ser la secretària de la secció femenina d'HeHalutz als Estats Units.
En 1932 l'organització va establir la seva seu a Nova York i 20 sucursals en ciutats i pobles dels Estats Units i el Canadà. Després es van establir granges per entrenar als membres per al treball agrícola en Palestina. Aquestes granges van operar en Creamridge, Nova Jersey, Heightstown, Nova Jersey, Poughkeepsie (Nova York), Smithville, Ontario i Colton (Califòrnia).
En 1933, després que els jueus van ser expulsats de la força de treball a l'Alemanya nazi, les granges d'HeHalutz van esdevenir el marc principal per a la formació professional i la preparació per a l'emigració.
En 1939 abans de començar la Segona Guerra Mundial HeHalutz comptava amb 100.000 membres a tot el món, amb aproximadament 60.000 que ja havien emigrat (havien fet aliyyà) al Mandat Britànic de Palestina. HeHalutz tenia 16.000 membres en centres d'entrenament per a futurs emigrants que volien anar a viure a Palestina. Durant la guerra i l'ocupació alemanya, els jueus d'alguns guetos d'Europa van establir unitats HeHalutz.